# 사마귀 : 살인자의 외출
《사마귀 : 살인자의 외출》은 2025년 9월 5일부터 방영 예정인 SBS 금토드라마이다.

## 기획의도
잔혹한 연쇄살인마 ‘사마귀’가 잡힌지 20년이 지나 모방범죄가 발생하고, 
이 사건 해결을 위해 한 형사가 평생을 증오한 ‘사마귀’인 엄마와 
예상 못한 공조수사를 펼치며 벌어지는 고밀도 범죄 스릴러

## 제작진

### 제작사
- 스튜디오 S
- 메가몬스터
- 메리크리스마스
- 영화제작소 보임

### 제작
- 홍성창
- 김용진
- 유정훈
- 신혜은

### 극본
- 이영종

### 연출
- 변영주

## 등장 인물

### 주요 인물
- 고현정 : 정이신 역
- 장동윤 : 차수열 역 - 전남경찰서 강력범죄수사대 경감, 정이신의 아들

### 주변 인물
- 이엘 : 김나희 역 - 전남경찰서 강력범죄수사대 주임
- 김보라 : 이정연 역 - 도예공방 사장, 수열의 아내
- 조성하 : 최중호 역 - 전남경찰서 강력범죄수사대 계장
- 김민호 : 배성규 역
- 박완형 : 손지안 역
- 김태정 : 최혁 역 - 전남경찰서 강력범죄수사대 막내
- 한동희 : 아라 역
- 이창민 : 민재 역

## 같이 보기
- 대한민국의 텔레비전 드라마 목록 (ㅅ)
- 2025년 대한민국의 텔레비전 드라마 목록

## 참고 사항
- 감독에 의하면 드라마 예산이 넉넉한 편이 아니었으나, 주연 배우들이 자발적으로 출연료를 깎아줘서, 좋은 장비를 하나 더 빌릴 수 있는 등 드라마 제작 환경이 더욱 좋아졌다고 한다.[1]